# Anisodes metriopepla
Anisodes metriopepla là một loài bướm đêm trong họ Geometridae.